# Retrofuturism

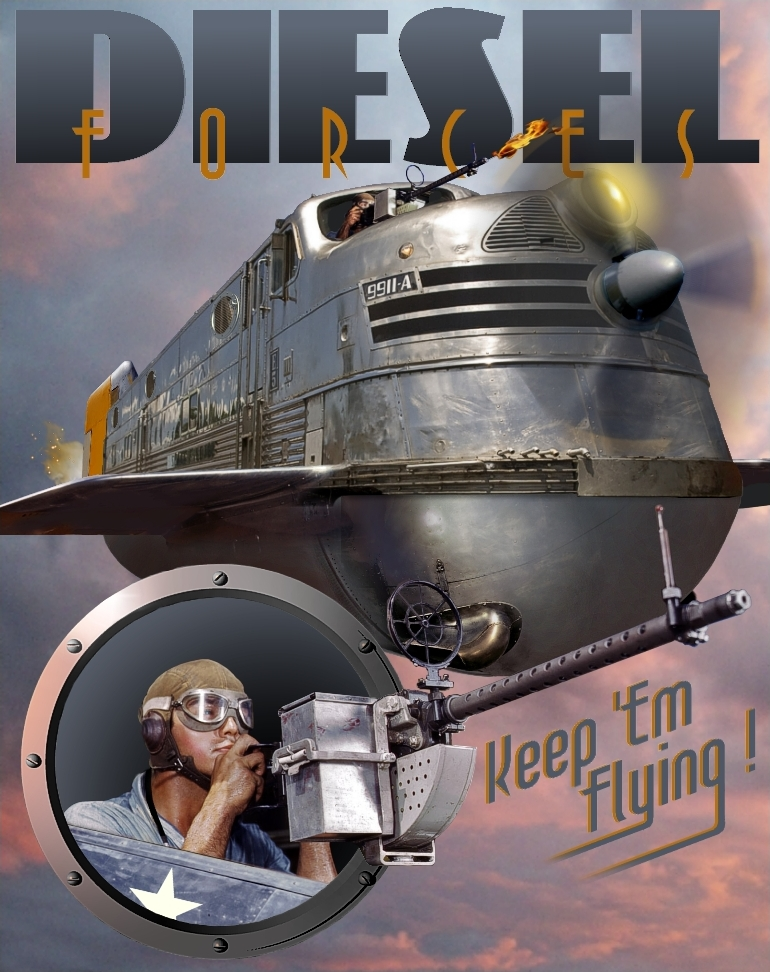
Ett exempel på dieselpunkkonst, undergenre av retrofuturism, av konstnären Stefan Prohaczka.

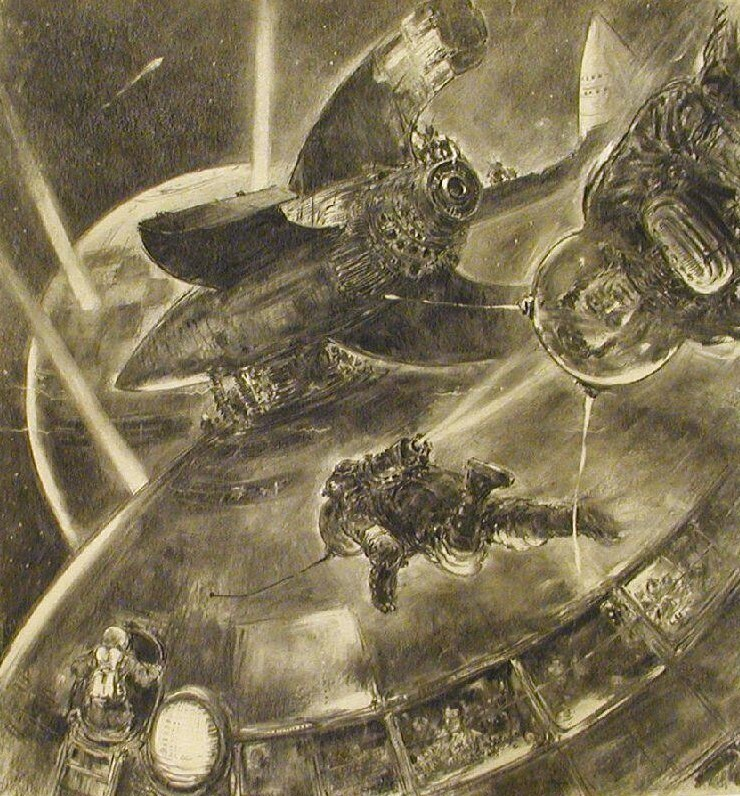
Framtidsvision av en rymdbas.
Illustration av Helmuth Ellgaard 1949.

Retrofuturism är en estetisk stil som bygger på svunna tiders uppfattningar om framtiden, särskilt förutspådda estetiska, sociala och tekniska strömningar. Retrofuturismen kan sägas vara en specialisering av science fiction, kombinerad med nostalgi. Men de nostalgiskt betraktade framtidsskildringarna behöver inte vara fiktion, utan omfattar även vetenskapliga förutsägelser, prognoser och framtidsstudier. Termen myntades 1983 av den amerikanske konstnären Lloyd Dunn (född 1957), som även utgav tidskriften Retrofuturism (1988–1993).
Vanliga teman i retrofuturism är flygande farkoster och rymdfart.

## Genrar
Retrofuturismens genrar inkluderar cyberpunk, steampunk, dieselpunk, atompunk samt Raygun Gothic, där varje hänvisar till en teknologisk stil från en specifik tidsperiod.

## Populärkultur

### Exempel på retrofuturistiska verk
- Atomic Heart, datorspel
- BioShock, datorspelserie
- Brazil, film
- De förlorade barnens stad, film
- Freaky Flyers, datorspel
- Sky Captain and The World of Tomorrow, film